# Ascochyta senecionicola
Ascochyta senecionicola är en svampart som beskrevs av Petr. 1924. Ascochyta senecionicola ingår i släktet Ascochyta, ordningen Pleosporales, klassen Dothideomycetes, divisionen sporsäcksvampar och riket svampar.   Inga underarter finns listade i Catalogue of Life.